# Деплазмоліз
Деплазмоліз (від де … і плазмоліз) — повернення протопласту клітин рослин зі стану плазмолізу в початковий стан, що характеризується нормальним тургором.
Деплазмоліз відбувається при перенесенні плазмолізованих клітин (тобто клітин, які зазнали плазмолізу) у воду або гіпотонічні розчини.